# Женская сборная Израиля по волейболу
Женская национальная сборная Израиля по волейболу (ивр. נבחרת ישראל בכדורעף נשים‎) — представляет Израиль на международных соревнованиях по волейболу. Управляющей организацией выступает Израильская ассоциация волейбола (ивр. איגוד הכדורעף בישראל‎).

## История
Волейбол на территории нынешнего Израиля появился в начале 1920-х годов благодаря выходцам из США. В 1931 году была создана Израильская ассоциация волейбола, в 1951 вступившая Международную федерацию волейбола и в том же году вошедшая в состав вновь образованной Всеизраильской федерации спорта. В 1967 ассоциация вновь стала независимой.
В 1956 году на проходившем во Франции чемпионате мира состоялся дебют женской сборной Израиля на международной арене. На предварительной стадии турнира израильтянки попали в одну группу с национальными командами СССР, США и Люксембурга и, одержав одну победу над люксембуржскими волейболистками и дважды проиграв, выбыли из дальнейшей борьбы за медали. В утешительном турнире, где разыгрывались места с 11-го по 17-е сборная Израиля обыграла команды ФРГ и Австрии и трижды уступила своим соперникам, заняв итоговое 14-е место.
В связи с напряжёнными отношениями между Израилем и большинством стран Азии, особенно со своими географическими соседями, ассоциация волейбола страны в 1963 году присоединилась к европейским волейбольным структурам.
Следующее появление женской сборной Израиля в международных соревнованиях состоялось в 1967 в Турции на чемпионате Европы. Руководил национальной командой бывший игрок мужской сборной страны Арье Зелингер, в будущем получивший мировую известность как Ари Селинджер. На первенстве «старого света» израильтянки вышли в финальную восьмёрку, но лучшим сборным континента ничего противопоставить не смогли, проиграв в основной стадии турнира 6 матчей из шести и не сумев взять даже одного сета. В 1969 году Селинджер эмигрировал в США, где был дан старт его выдающейся тренерской карьере.
В 1971 женская сборная Израиля вновь была среди участников чемпионата Европы, но выступила весьма скромно, став 11-й среди 18 команд-участниц. После этого израильские волейболистки долгих 40 лет не могли пробиться в финальную стадию европейских волейбольных первенств, а также и других крупнейших международных официальных соревнований. Сам же волейбол в стране значительно уступал и уступает в популярности таким игровым видам спорта, как футбол и баскетбол.
В 2007 на пост наставника женской волейбольной сборной страны вновь, после 38-летнего перерыва, назначен один из лучших тренеров мирового волейбола Ари Селинджер, что вызвало вспеск интереса к этому виду спорта в стране. Результаты его деятельности проявились в 2010 году, когда израильские волейболистки сначала вышли в «финал четырёх» Евролиги, а затем сумели пробиться в стыковые матчи отборочного турнира чемпионата Европы 2011, где неожиданно переиграли сборную Белоруссии, возглавляемую другим выдающемся тренером Николаем Карполем. Основу команды Израиля составляли уроженки бывшего СССР — Анна Великий (Великая), Татьяна Артёменко, Татьяна Фраге-Гербер, Инесса Бирман-Высоцкая, Эльвира Колногорова, Юлия Воливач, Екатерина Поделинская, Анастасия Чеботарёва. Лидерами сборной в первую очередь являлись А.Великий и Т.Артёменко, в разные годы выступавшие в ряде ведущих клубных команд Европы и других континентов. На самом же континентальном первенстве, проходившем в следующем году в Сербии и Италии, израильтянки «всухую» уступили на предварительном этапе сборным Польши, Чехии и Румынии и выбыли из дальнейшей борьбы.
В последующие годы сборная Израиля приняла участие ещё в восьми квалификационных турнирах (Олимпиады-2012, чемпионатов мира 2014 и 2018 и Европы 2013, 2015, 2017, 2019 и 2021), но преодолеть их не смогла.
В 2017 место ушедшего в отставку Селинджера занял итальянский тренер Джузеппе Куккарини. В 2021 главным тренером сборной назначена Логан Том, в прошлом выступавшая за национальную сборную США. 
По состоянию на конец 2024 года израильская сборная занимает место в конце третьего десятка континентального рейтинга.

## Результаты выступлений и составы

### Олимпийские игры
Сборная Израиля принимала участие в квалификации только одного Олимпийского волейбольного турнира.
- 2012 — не квалифицировалась

### Чемпионаты мира
| - 1952 — не участвовала - 1956 — 14-е место - 1960 — не участвовала - 1962 — не участвовала - 1967 — не участвовала - 1970 — не участвовала - 1974 — не участвовала - 1978 — не участвовала - 1982 — не участвовала - 1986 — не участвовала | - 1990 — не участвовала - 1994 — не участвовала - 1998 — не участвовала - 2002 — не квалифицировалась - 2006 — не участвовала - 2010 — не квалифицировалась - 2014 — не квалифицировалась - 2018 — не квалифицировалась - 2022 — не квалифицировалась - 2025 — не квалифицировалась |

### Чемпионаты Европы
| - 1949 — не участвовала - 1950 — не участвовала - 1951 — не участвовала - 1955 — не участвовала - 1958 — не участвовала - 1963 — не участвовала - 1967 — 8-е место - 1971 — 11-е место - 1975 — не квалифицировалась - 1977 — не участвовала - 1979 — не квалифицировалась - 1981 — не квалифицировалась - 1983 — не участвовала - 1985 — не участвовала - 1987 — не квалифицировалась - 1989 — не участвовала - 1991 — не квалифицировалась | - 1993 — не квалифицировалась - 1995 — не квалифицировалась - 1997 — не квалифицировалась - 1999 — не участвовала - 2001 — не участвовала - 2003 — не квалифицировалась - 2005 — не участвовала - 2007 — не квалифицировалась - 2009 — не квалифицировалась - 2011 — 13—16-е место - 2013 — не квалифицировалась - 2015 — не квалифицировалась - 2017 — не квалифицировалась - 2019 — не квалифицировалась - 2021 — не квалифицировалась - 2023 — не квалифицировалась - 2026 — |

- 2011: Татьяна Фраге-Гербер, Анна Великий, Шани Пехам, Галит Деваш, Адва Зинобер, Инесса Бирман-Высоцкая, Эльвира Колногорова, Либи Хаим, Полина Арази, Рон Понте, Анна Фархи, Татьяна Артёменко, Инбар Винярски, Яэль Лотан. Тренер — Ари Селинджер.
- 2015 (квалификация): Дарья-Ной Пехам, Анна Великий, Анита Глюк, Софья Старикова, Шани Пехам, Галит Деваш, Моран Зур, Джанайна Бергальо-Эфрон, Рон Понте, Гизела Родригес Дорего, Татьяна Артёменко, Анастасия Чеботарёва. Тренер — Ари Селинджер.

### Евролига
- 2009 — не участвовала
- 2010 — 4-е место
- 2011 — 10—12-е место
- 2012 — 7—9-е место
- 2013 — 7—8-е место
- 2014 — не участвовала
- 2015 — 3—4-е место
- 2016 — не участвовала
- 2017 — не участвовала
- 2018 — 17—18-е место (5—6-е в Серебряной лиге)
- 2019 — 15—16-е место (3—4-е в Серебряной лиге)
- 2021 — 16—17-е место (5—6-е в Серебряной лиге)
- 2022 — не участвовала
- 2023 — не участвовала
- 2024 — не участвовала
- 2025 — 16-е место (4-е в Серебряной лиге)

- 2010: Татьяна Фраге-Гербер, Анастасия Чеботарёва, Анна Великий, Юлия Воливач, Галит Деваш, Адва Зинобер, Инесса Бирман-Высоцкая, Эльвира Колногорова, Либи Хаим, Полина Арази, Рон Понте, Татьяна Артёменко. Тренер — Ари Селинджер.
- 2015: Дарья-Ной Пехам, Элла-Каролина Саада, Анита Глюк, Софья Старикова, Шани Пехам, Галит Деваш, Адва Зиновер, Моран Зур, Эльвира Колногорова, Тамара Штейн, Мармен Виталия, Анастасия Чеботарёва. Тренер — Ари Селинджер.

## Состав
Сборная Израиля в квалификации чемпионата Европы 2026 (2024 год)
| №  | Имя, фамилия             | Год рождения | Рост | Амплуа      | Клуб                    |
| -- | ------------------------ | ------------ | ---- | ----------- | ----------------------- |
| 3  | Галит Деваш              | 1986         | 180  | центральная | «Хапоэль» Кфар-Сава     |
| 6  | Тали Хакас               | 2002         | 179  | нападающая  | Гавайский университет   |
| 7  | Элла Саада               | 1996         | 185  | нападающая  | «Ламия»                 |
| 10 | Полина Малик             | 1998         | 183  | нападающая  | «Мелендуньо»            |
| 11 | Марсела Гонсалвис Корреа | 1987         | 178  | связующая   | «Маккаби» Хайфа         |
| 12 | Катрина Зильберман       | 1997         | 170  | либеро      | «Маккаби» Ашдод         |
| 14 | Амит Кимел               | 2002         | 178  | центральная | «Штраубинг»             |
| 16 | Виталия Мармен           | 1997         | 188  | нападающая  | «Маккаби-Хадера» Хадера |
| 17 | Валерия Гаманович        | 2003         | 187  | нападающая  | «Вандевр-Нанси» Нанси   |
| 18 | Сара Кершенбаум          | 2000         | 191  | нападающая  | «Кальцит» Камник        |
| 21 | Ади Букман               | 2006         | 185  | центральная | «Маккаби» Хайфа         |
| 24 | Ширел Ганах              | 2002         | 181  | нападающая  | «Кайруш» Понта-Делгада  |

- Главный тренер —  Лука Секки.
- Тренер — Роберт Перлов, Зив Шемеш.